# زوي بورفيريوجينيتا
زوي بورفيريوجينيتا ((باليونانية: Ζωή)‏ حرفياً «حياة» Medieval Greek: ‎[zo'i]‏، حوالي 978 – يونيو 1050) حكمت الإمبراطورة البيزنطية إلى جانب أختها ثيودورا من 10 أبريل 1042 إلى يونيو 1050. كما تم تعيينها كقرين للإمبراطور لسلسلة من الحكام المشاركين بين 1028 و 1042.